# Hằng số khí
Hằng số khí hay hằng số khí lý tưởng, ký hiệu R, là tích số giữa hằng số Avogadro NA và hằng số Boltzmann kB: 
R = NAkB
và có giá trị R = 8,314462 Jmol−1K−1
Hằng số này xuất hiện trong phương trình khí lý tưởng:
p×V = n×R×T
với 
- p là áp suất khối chất khí
- V là thể tích khối khí
- n là số mol khí được chứa trong thể tích V
- T là nhiệt độ của khối khí